# Beckler River
Der Beckler River ist ein rechter Nebenfluss des South Fork Skykomish River in den Countys King und Snohomish im US-Bundesstaat Washington. Er entspringt nahe dem Jack Pass und fließt etwa 8 km südostwärts, wo er den Rapid River aufnimmt, seinen Hauptzufluss. Der Beckler River fließt dann generell über etwa 13 km nach Süden, wo er sich in den South Fork des Skykomish River ergießt.
Der Oberlauf des Beckler River fließt durch ein enges, steiles und dicht bewaldetes Tal, dessen Hänge mehr als 1.200 m über den Talgrund aufsteigen. An seinem Unterlauf weitet sich das Teil leicht. Auf der letzten halben Meile (ca. 800 m) öffnet es sich in das South Fork Skykomish Valley. Die einzige Gemeinde in der Region ist Skykomish.
Nahezu alle Zuflüsse des Beckler River (mit Ausnahme des Rapid River) zeigen die Charakteristik von Bergbächen mit zahlreichen Kaskaden und Stromschnellen in engen Kanälen und mit felsigen und steinigen Flussbetten. Der Rapid River ist in seinem Oberlauf ähnlich, beruhigt sich aber auf den letzten 4 … 6 Kilometern seines Laufs. Ein Großteil des Einzugsgebietes des Rapid River wurde abgeholzt.
Der Großteil des Einzugsgebietes des Beckler River liegt innerhalb der Wild Sky Wilderness, obwohl der Fluss selbst nicht dazugehört. Das Einzugsgebiet des Rapid River liegt innerhalb der Wild Sky Wilderness und der Henry M. Jackson Wilderness. Teile des Hauptstroms des Rapid River liegen in beiden Wildnisgebieten, welche Bestandteil des Mount Baker-Snoqualmie National Forest sind. Die Forest Service Road 65 (die Beckler River Road) verläuft vom U.S. Highway 2 den Fluss entlang zum Jack Pass und schließt an die Forest Service Road 63 (die North Fork Skykomish Road) an.

## Verlauf
Der Beckler River entspringt südlich des Jack Pass, westlich des Frog Mountain östlich des Bear Mountain in der zentralen Nördlichen Kaskadenkette. Er fließt generell südwärts und nimmt den Evergreen Creek aus dem Osten auf; danach passiert er den San Juan Hill an dessen Ostseite. Der Boulder Creek, vom Boulder Lake kommend, erreicht den Beckler River aus dem Westen, der Bullbucker Creek aus dem Osten. Ein längerer Zufluss, der Fourth of July Creek, erreicht den Fluss vom Westen, nachdem er viele Meilen vom Fourth of July Lake nahe dem Townsend Mountain und dem Burley Mountain zurückgelegt hat. Eine kurze Strecke flussabwärts mündet der Hauptzufluss des Beckler River, der Rapid River. Unterhalb dessen Mündung nimmt der Beckler River den Johnson Creek und danach den Harlan Creek aus dem Osten auf. Der Fluss passiert den Eagle Rock an dessen Ost- und den Beckler Peak an dessen Westseite. Der Eagle Creek fließt aus dem Westen zu, nachdem er viele Meilen von seiner Quelle nahe dem Eagle Lake, gerade oberhalb der Paradise Meadow, zurückgelegt hat. Eagle Lake und Paradise Meadow sind durch einen nicht sehr hohen aber zerklüfteten Pass vom Barclay Lake getrennt, einem beliebten Wanderziel nahe dem Mount Baring. Unterhalb des Zuflusses der Eagle Creek wird das Tal des Beckler River etwas weiter. Der Beckler River Campground liegt hier an den Ufern des Unterlaufs. Kurz unterhalb dessen mündet der Beckler River in den South Fork Skykomish River nahe der Stadt Skykomish.
Die nahe Skykomish gemessenen Abflusswerte sind die folgenden:
- Mittelwert: 17,1 m³/s
- Maximum: 484,2 m³/s
- Minimum: 1,4 m³/s

## Geschichte
Der Beckler River ist nach Elbridge H. Beckler benannt, dem Chef-Ingenieur der Pazifik-Erweiterung der Great Northern Railway von 1889 bis 1893. Der nahe Beckler Peak ist gleichfalls nach ihm benannt.
Im späten 19. und frühen 20. Jahrhundert unternahm die USGS ein gewaltiges Kartierungsprojekt in der Kaskadenkette nördlich des Snoqualmie Pass. Das Gebiet des Beckler River wurde für dieses Projekt 1902 von W. C. Guerin erkundet. Prospektoren hatten die Region bereits in den 1890er Jahren gründlich erkundet. Erzfunde lösten im späten 19. Jahrhunderts wirtschaftliche Aufschwünge aus, insbesondere in Monte Cristo. Die Hauptstrecke nach Monte Cristo führte, bevor alternative Routen gefunden wurden, nördlich von Index über den North Fork Skykomish River. Der Beckler River bot eine andere Route, über den Jack Pass zum North Fork Skykomish River.

## Natur
Im Beckler River tummeln sich Königs- und Silberlachs. Die Laichgebiete der Königslachse liegen hauptsächlich im Beckler und im unteren Rapid River. Die Silberlachse bevorzugen die schneller fließenden Seitenarme des Beckler River und einige der Zuflüsse. Erwachsene Lachse profitieren von einer „Trap-and-haul“-Aktion, die sie per LKW über eine Barriere am unteren South Fork Skykomish River bringt.

## Nebenflüsse
Vom Unter- zum Oberlauf geordnet (unvollständig) sind die Zuflüsse des Beckler River:
- Bolt Creek
- Eagle Creek
  - Eagle Lake
- Johnson Creek
  - Bertha Lake
- Rapid River
  - Meadow Creek
  - North Fork Rapid River
- Fourth of July Creek
- Bullbucker Creek
- Boulder Creek
  - Boulder Lake
- Evergreen Creek